# Dicrurus modestus
Dicrurus modestus là một loài chim trong họ Dicruridae.